# Notodiscus
Notodiscus is een geslacht van weekdieren uit de klasse van de Gastropoda (slakken).

## Soort
- Notodiscus hookeri (Reeve, 1854)